# Biterido
Biterido (em latim: Bitheridus) foi um oficial romano de origem alamana ativo durante o reinado do imperador Valentiniano I (r. 364–375). É citado em 372, quando exerceu uma função militar no exército romano, provavelmente de tribuno como Fraomário.